# Heidemarie Stefanyshyn-Piper
Heidemarie Martha Stefanyshyn-Piper, née le 7 février 1963 à Saint Paul au Minnesota, est une astronaute et une militaire américaine. Après une formation en ingénierie mécanique elle s'engage dans l'United States Navy, où elle devient plongeuse. Elle travaille notamment sur les méthodes de maintenance des navires en plongée et de renflouement des épaves. Elle est sélectionnée en 1996 par la NASA en tant que membre du groupe d'astronautes 16.
Elle s'envole le 9 septembre 2006 à bord de la navette Atlantis depuis le centre spatial Kennedy en Floride pour la mission STS-115 à destination de la station spatiale internationale (ISS). Elle réalise deux sorties extravéhiculaires pour l'assemblage et la maintenance de la station. La navette se pose le 21 septembre à la Shuttle Landing Facility après 12 jours de mission.
Elle décolle pour sa seconde et dernière mission le 14 novembre 2008 à bord de la navette Endeavour pour la mission STS-126, au cours de laquelle elle réalise trois sorties extravéhiculaire supplémentaires sur les flancs de l'ISS. La mission se termine 16 jours plus tard le 30 novembre par l'atterrissage de la navette à la Edwards Air Force Base en Californie.
Elle démissionne de la NASA en juillet 2009 pour retourner dans l'US Navy au Naval Sea Systems Command (en) à Washington.

## Enfance et formation
Son père, Michael Stefanyshyn, est né en Pologne dans la Voïvodie de Lwów mais est d'origine Ukrainienne. Avant la seconde guerre mondiale, il part en Allemagne et y travaille en tant qu'ouvrier de ferme. En 1947, il part aux États-Unis où il travaille dans les chemins de fer. Il meurt en 1992. Sa mère, Adelheid Stefanyshyn, née en Allemagne, déménage également aux États-Unis et s'installe à Saint Paul dans le Minnesota. Heidemarie Stefanyshyn-Piper naît dans cette même ville le 7 février 1963, elle a quatre frères : Mikhail, Eric, Ivan et Pavel. La famille du côté de son père vit en Ukraine, et elle parle couramment ukrainien.
Elle est diplômée du lycée Derham Hall à Saint Paul en 1980, puis elle obtient un baccalauréat universitaire en sciences en ingénierie mécanique du Massachusetts Institute of Technology (MIT) en 1984. Elle poursuit ses études dans ce domaine et décroche une maîtrise universitaire ès sciences également au MIT en 1985.

## Débuts professionnels
Elle rejoint l'United States Navy en juin 1985 par le biais du corps de formation des officiers de la réserve navale du MIT. Elle suit ensuite une formation d'officier plongeur et d'officier sauveteur au Centre de formation à la plongée navale et au sauvetage (en anglais : Naval Diving and Salvage Training Center) à Panama City en Floride. Elle travaille également en tant qu'officier ingénieur du génie (Engineering Duty Officer) sur la maintenance et la réparation des navires. Elle est ensuite qualifiée en tant qu'officier de surface à bord de l'USS Grapple (ARS 53) (en). En septembre 1994 elle fait un rapport au Naval Sea Systems Command (en) en tant qu'Officier des opérations de maintenance sous-marine (Underwater Ship Husbandry Operations Officer) pour le compte de la Supervision de la récupération et de la plongée (Supervisor of Salvage and Diving). À ce poste elle guide les opérations de réparation en plongée des navires lorsqu'ils sont à l'eau. Elle participe également à l'établissement de stratégie pour le renflouement du sous-marin péruvien Pacocha (en), coulé après une collision avec un navire de pêche en 1988, et à celui du pétrolier Exxon Houston ayant fait naufrage non loin des côtes de l'île d'Oahu dans l'archipel d'Hawaï en mars 1989,.

## Astronaute

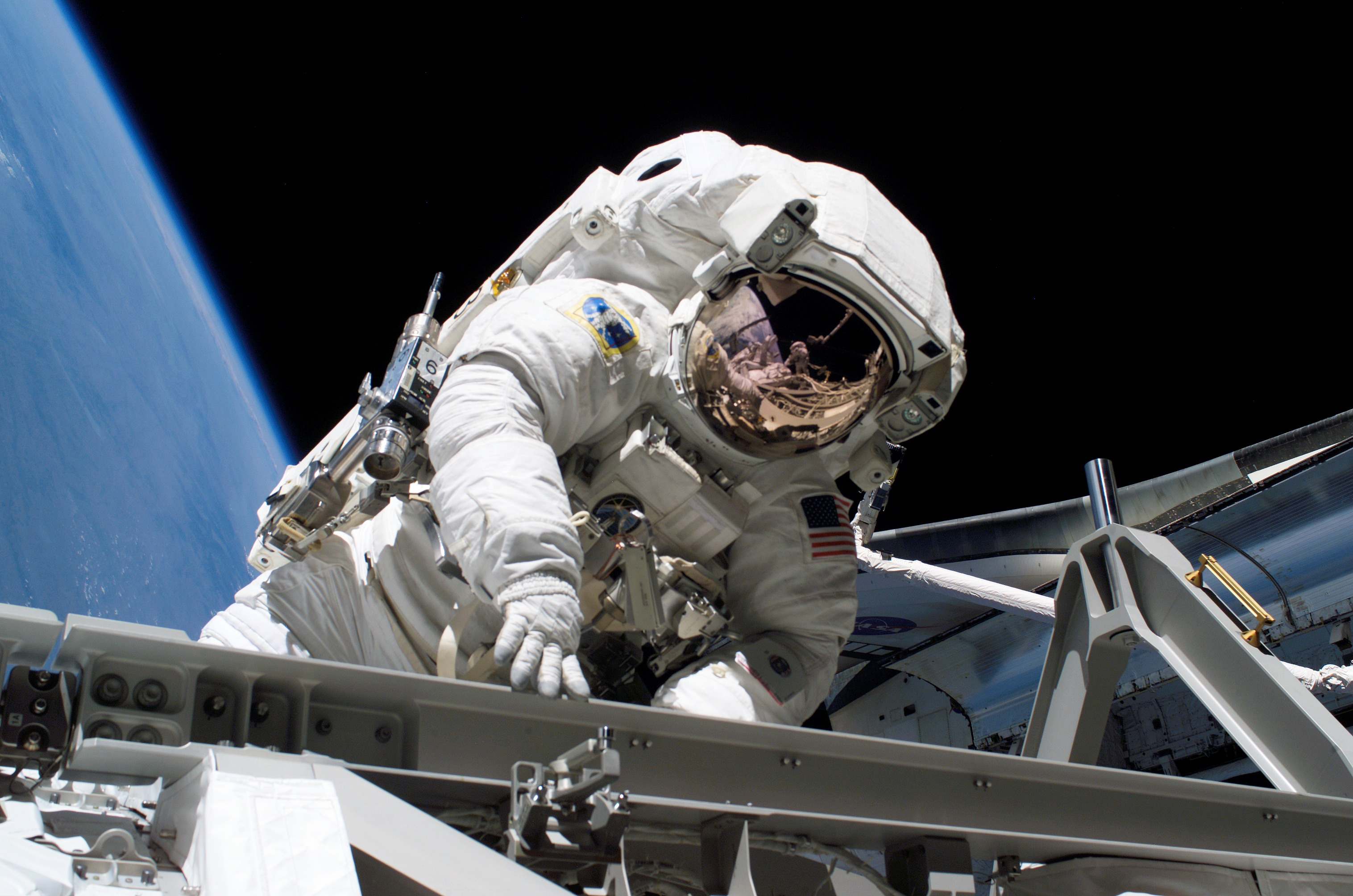
Heidemarie Stefanyshyn-Piper en combinaison EMU lors de sa première sortie extravéhiculaire durant STS-115.

En avril 1996 elle est sélectionnée en tant qu'une des 44 membres du groupe d'astronautes 16 de la NASA (dont 9 astronautes internationaux). À partir d'août 1996 puis durant deux ans elle suit sa formation d'astronaute candidat au Johnson Space Center à Houston. Elle est ensuite qualifiée en tant que spécialiste de mission sur la navette spatiale américaine puis est tout d'abord assignée en tant qu'astronaute de soutien au lancement et à l'atterrissage. Elle devient ensuite représentante du bureau des astronautes pour les charges utiles (Astronaut Office Representative for Payloads) et fait partie de la branche du bureau des astronautes pour les sorties extravéhiculaire (Astronaut Office EVA branch). Le 27 février 2002 elle est assignée en tant que spécialiste de mission à bord de STS-115 pour un décollage prévu au printemps 2003. Mais l'accident de la navette spatiale Columbia qui survint le 1er février 2003 entraîne un report des vols,.

### STS-115

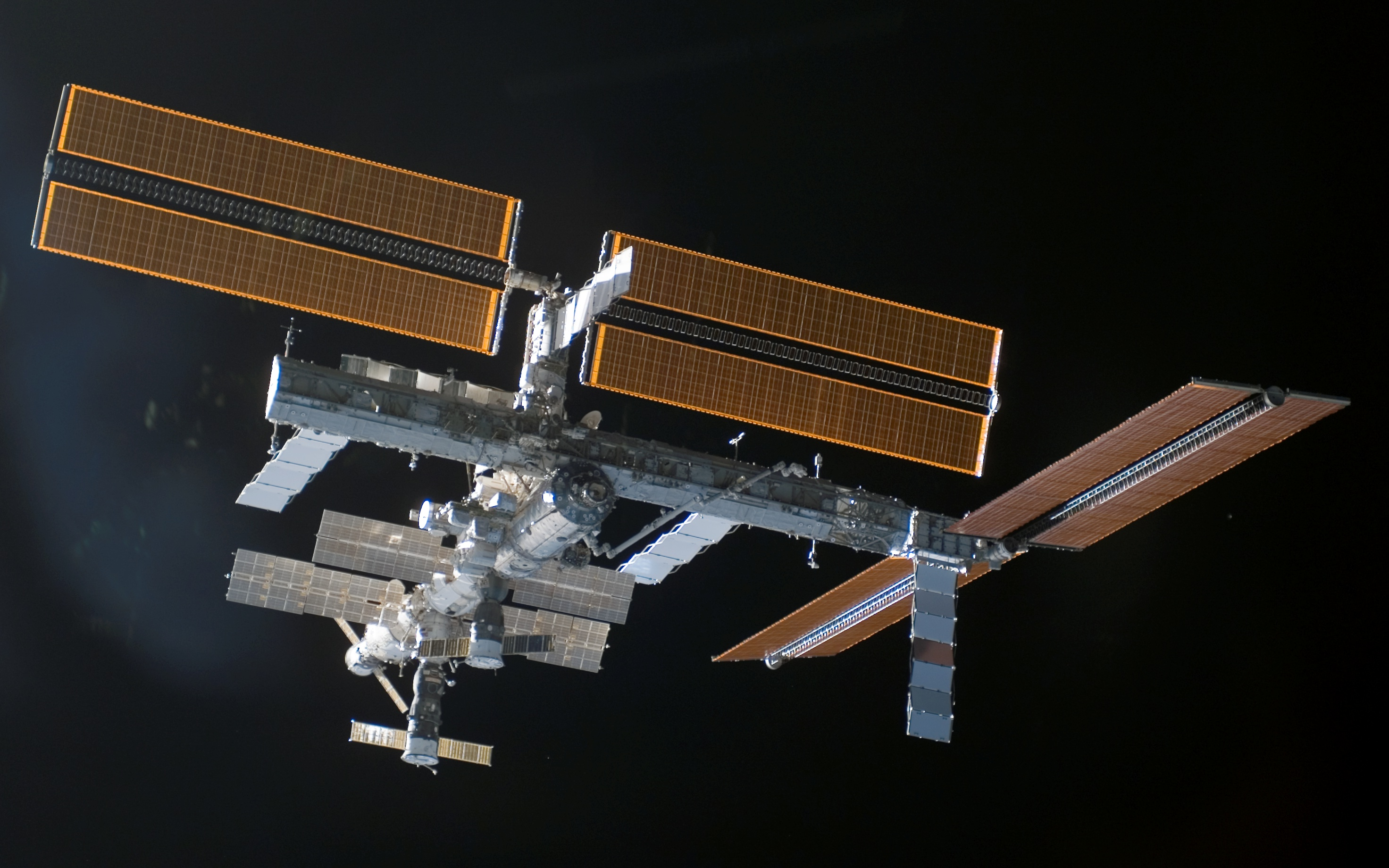
Photo de l'ISS prise depuis la navette Atlantis après son départ. On aperçoit sur la droite le nouveau segment P3/P4 de la poutre installé durant la mission avec ses deux panneaux solaires.

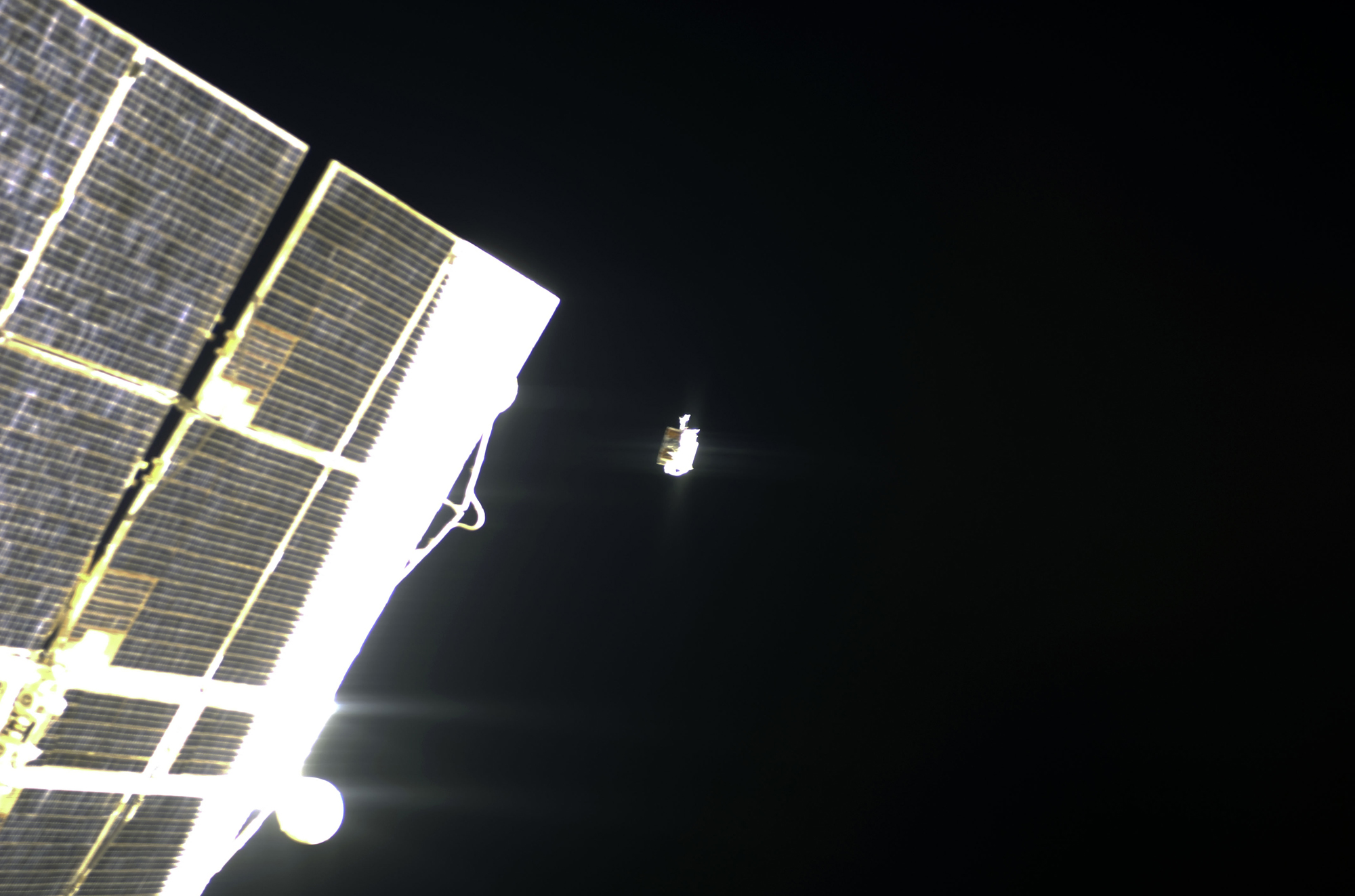
Le sac à outil partant à la dérive lors de la première EVA.

Elle s'envole le 9 septembre 2006 pour son premier vol spatial à bord de la navette Atlantis depuis le centre spatial Kennedy en Floride pour la mission STS-115 en direction de la station spatiale internationale. Le principal objectif de la mission est l'installation du segment P3/P4 de la poutre de la station et elle réalise à cette fin 2 sorties extravéhiculaire (EVA) avec l'astronaute Joseph R. Tanner depuis le sas Quest pour un total de 13 heures et 8 minutes. La première a lieu le 12 septembre 2006 afin d'installer des câbles d'alimentation et de transfert de données entre les segments P1 et P3/P4 de la poutre en préparation du déploiement des deux panneaux solaires de ce dernier. La seconde a lieu le 15 septembre 2006 au cours de laquelle les deux astronautes accomplissent diverses tâches anticipant le déploiement des panneaux solaires et du panneau radiateur, ainsi qu'en préparation de l'activation du Solar Alpha Rotary Joint (SARJ) chargé de permettre la rotation des panneaux solaires. Ils remplacent également une antenne en bande S, un processeur de signal et un transpondeur, et récupèrent des charges utiles scientifiques sur le flanc de la station afin de les ramener sur Terre. La navette se pose sans encombre à la Shuttle Landing Facility au centre spatial Kennedy en Floride le 21 septembre après 11 jours 19 heures et 6 minutes de mission,.
Le lendemain lors de son allocution durant une cérémonie d'accueil à l'aéroport d'Ellington Field (en) à Houston, elle est prise de malaise et s'évanouit à deux reprises. Le médecin de vol de la NASA qui s'occupe d'elle déclare par la suite que ses symptômes sont dus à la réadaptation à la gravité terrestre. Le volume sanguin des astronautes diminue sensiblement durant leur mission ce qui peut causer des vertiges dans les jours suivant le retour sur Terre.

### STS-126

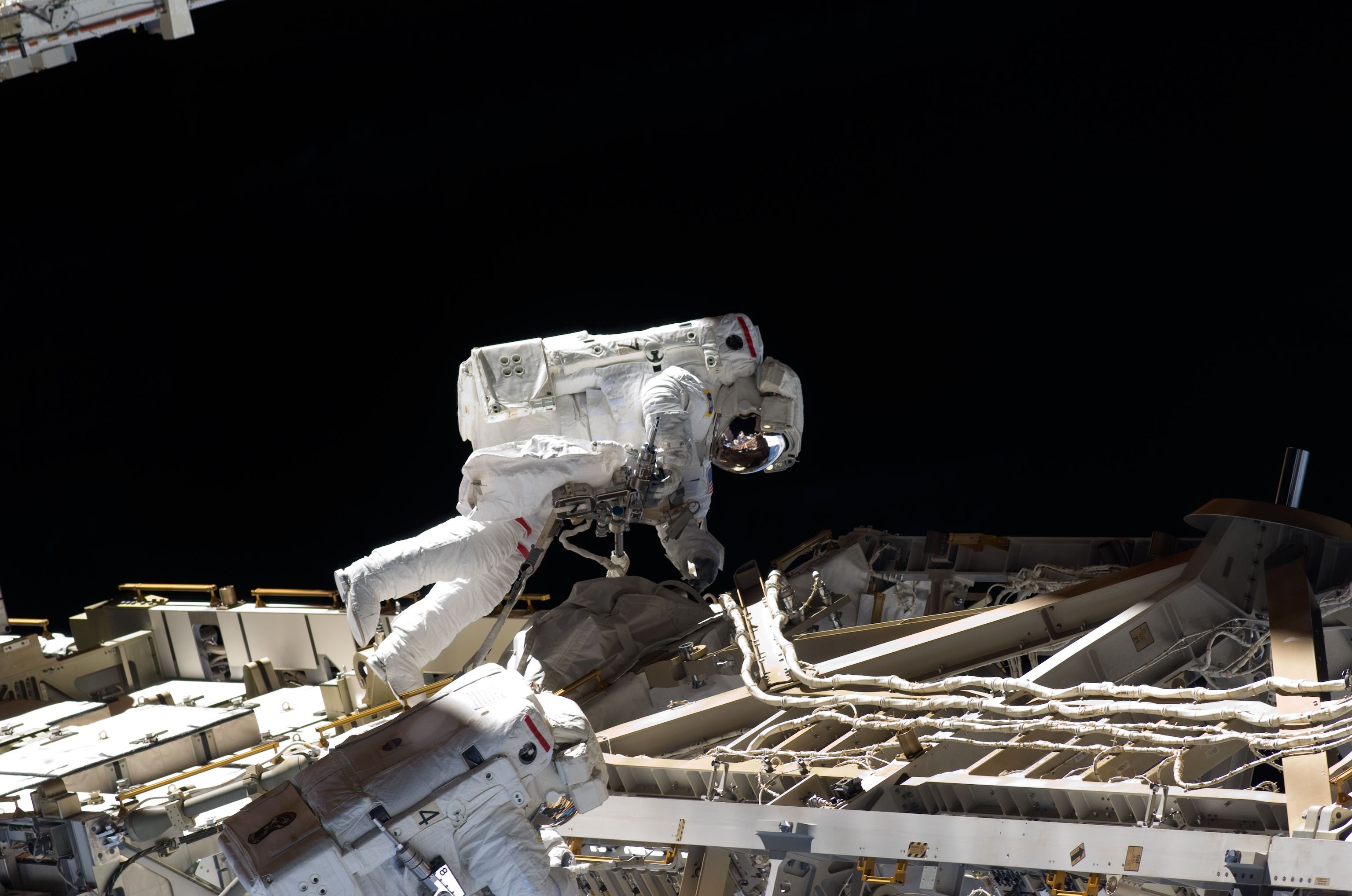
Heidemarie Stefanyshyn-Piper (en haut) et Shane Kimbrough lors de la deuxième EVA.

Elle décolle le 14 novembre 2008 pour son second vol spatial à bord de la navette Endeavour depuis le centre spatial Kennedy en Floride pour la mission STS-126 en direction de la station spatiale internationale (ISS). La mission permet de livrer un nouveau toilette, une station de cuisine, deux chambres pour les occupants de la station, une machine de musculation et un système de recyclage d'eau afin de permettre à terme à la station d'accueillir 6 occupants permanents. L'orbiteur s'amarre à l'ISS le 15 novembre. Heidemarie Stefanyshyn-Piper réalise 3 sorties extravéhiculaires au cours de cette mission en tant qu'astronaute EVA principal (lead space walker) pour un total de 20 heures et 34 minutes. La première a lieu le 18 novembre avec l'astronaute Stephen Bowen au cours de laquelle ils remplacent un réservoir d'azote vide, retirent des protections thermique à l'extrémité du module japonais Kibo là où sera plus tard installé la palette extérieur lors de la mission STS-127. Ils commencent également à inspecter, nettoyer et lubrifier le Solar Alpha Rotary Joint (SARJ) tribord qui était endommagé. Au cours de cette dernière tâche, Heidemarie Stefanyshyn-Piper perd son sac à outil alors qu'elle nettoyait son gant en raison du pistolet à graisse qui fuyait. Le sac s'éloignant de la station sans espoir d'être récupéré, elle dû partager les équipements du sac de Bowen pour compléter les réparations. Elle accomplit sa deuxième sortie le 20 novembre avec l'astronaute Shane Kimbrough durant laquelle ils déplacent deux chariots d'équipements, préparent la poutre à l'installation du segment P6, lubrifient l'extrémité du Canadarm 2 et poursuivent la lubrification du SARJ tribord. Enfin elle réalise une troisième et dernière sortie de nouveau avec l'astronaute Stephen Bowen le 22 novembre afin de poursuivre le nettoyage et la lubrification du SARJ. La navette quitte la station le 28 novembre puis se pose à la Edwards Air Force Base en Californie le 30 novembre après 15 jours 20 heures et 29 minutes de mission.

## Vie privée
Elle est mariée à Glenn A. Piper, un ingénieur, avec qui elle a un fils né en 1990. Elle apprécie la plongée sous-marine, la natation, la course, le patinage à roulettes et le patinage sur glace ,. 

## Distinctions
Elle reçut plusieurs prix au cours de sa carrière dont ,:
- VADM C.R. Bryan Award Class 2-88B
- Engineering Duty Officer Basic Course
- Meritorious Service Medal
- 2 Navy Commendation Medals
- 2 Navy Achievement Medals
- Most Valuable Player Award du MIT Women's Crew (1982)
- Women Diver’s Hall of Fame (2007)
- NASA Spaceflight Medal (2007)
- Ordre de la princesse Olga, Troisième classe d'Ukraine (février 2007)

### Note
1. ↑  La station utilise des panneaux radiateurs dans lesquels circule de l'ammoniac anhydre pour évacuer la chaleur générée par l'électronique et l'activité humaine.
2. ↑  Le Solar Alpha Rotary Joint (SARJ) est chargé de faire effectuer aux panneaux solaires de la station un tour complet selon l'axe de la poutre à chaque rotation autour de la Terre. Cela permet d'optimiser leur exposition au soleil et donc leur production d'énergie.
3. ↑  Le sac contenait deux pistolets à graisses et des brosses pour la réparation du SARJ. Il s'agit d'un des plus gros objets perdus par un astronaute lors d'une sortie extravéhiculaire.